# Кориснички интерфејс
У индустријском дизајну поља интеракција човека и рачунара, кориснички интерфејс (КИ) простор је где се остварују интеракције између људи и машина.
Циљ ових интеракција је да се дозволи ефикасна операција и контрола машине од стране човека, док машина истовремено враћа информације које помажу операторима да донесу одлуку у прављењу процеса. Примери концепта ове табле корисничког интерфејса укључује интерактивне аспекте рачунарских оперативних система, ручних алата, тешких машинерија контрола оператора, и контрола процеса. Приказана разматрања дизајна се примењују када су направљени кориснички интерфејси у роду са или укључују дисциплине као што су ергономија и психологија.
Генерално, циљ дизајна корисничког интерфејса је да произведе кориснички интерфејс који га чини лакшим (самом по себи), ефикаснијим, и пријатнијим (једноставнијим) за операцију над машином на начин који производи тражени резултат. Ово генерално значи да оператор мора омогућити минималан допринос како би постигао жељени излаз, и такође да машина смањује нежељене излазе човеку.
Са повећаним коришћење, личног рачунара и и релативног пада у друштвеној свести тешких машина, термин кориснички интерфејс се обично представља да значи графички кориснички интерфејс, док индустријска контролна табла и дизајн дискусије контроле машина се чешће односе на интерфејс човек-машина.
Остали термини за кориснички интерфејс укључују интерфејс човек-рачунар и интерфејс мушкарац-машина (MMI).

## Преглед
Кориснички интерфејс или интерфејс човек-машина је део машине који се бави интеракцијом човек-машина. Прекидачи мембране, гумене тастатуре и екрани осетљиви на додир су пример физичког дела интерфејса човек-машина који може да се види и додирне.
У сложенији системима, интерфејс човек-машина је обично рачунарски. Термин интерфејс човек-рачунар односи се на овај тип система. У контексту израчунавања термин се типично проширује на софтвер посвећен контроли физичких елемената коришћених за интеракцију човек-рачунар .
Инжењеринг интерфејса човек-машина је побољшан разматрањем ергономија (људски фактори). Одговарајуће дисциплине су инжењеринг људских фактора (HFE) и инжењеринг употребљивости (UE), који је део системског инжењеринга.
Алати коришћени за укључивање људских фактора у дизајн интерфејса су развијани и базирани на знању информатике као што је рачунарска графика, оперативни системи и програмски језици. Данас се користи израз графички кориснички интерфејс за интерфејс човек-машина на рачунарима, скоро сви они користе сада графику.

## Терминологија
Постоји разлика између корисничког интерфејса и оператора интерфејса или интерфејса човек- машина (HMI).
- Термин „кориснички интерфејс” се често користи у контексту (личном) рачунарских система и електронских уређаја
  - Где је мрежа опреме или рачунара повезана кроз МЕS (Мануфактурно Извршавање Система)- или показивање информација Домаћина.
  - HMI је типично локалан за машину или део опреме, метод интерфејса је између човека и опреме/машине. Интерфејс оператора је метод преко кога су више опрема повезане преко домаћина контролног система који је приступачан или контролисан .[тражи се извор]
  - Систем може претрпети неколико корисничких интерфејса да служи различитим врстама корисника. На пример, рачунарска библиотека базе података може омогућити два корисничка интерфејса, један за патроне библиотеке (ограничен скуп функција, оптимизован за лако коришћење) и други за особље библиотеке (широк скуп функција, оптимизованих за ефикасност).[тражи се извор]
- Кориснички интерфејс механичког система, возило или индустријска инсталација се понекад односи као интерфејс човек-машина (HMI).[1] HMI је модификација оригиналног израза ММИ (интерфејс мушкарац-машина).[2] У пракси, скраћеница ММИ је и даље чешће коришћена[2] иако неки могу тврдити да ММИ служи за нешто друго сада.[тражи се извор] Још једна скраћеница је HCI, али је чешће коришћена за интеракцију човек-рачунар.[2] стали термини који се користе су конзола интерфејса оператора (OIC) и терминал интерфејса оператора (OIT).[3] Међутим то је скраћено, термини који се односе на „слој” који одваја човек који ради на машини преко машине.[2] Без чистог и користивог сучеља, људи не би могли да интерагују са информацијама система.

У научној фантастици, HMI се понекад користи да се односи на оно што је боље описано као директни неутрални интерфејс. Међутим, ово касније коришћење види повећање апликације у реалном животу у употреби (медицини) протеза—вештачка екстензија која замењује део тела који недостаје (нпр., имплементи у уху).
Под неким условима рачунари могу посматрати корисника, и реаговати у односу на њихове реакције без посебних комадни. Значење праћења делова тела је тражено, и сензори који показују позицију главе, правац погледа и тако даље се користе у експериментима. Ово је делимично важно за беспрекорни интерфејс.

## Историја
Историја корисничких интерфејса може бити подељена на следеће фазе према доминантном типу корисничког интерфејса:

### 1945—1968: Серија интерфејса
У ери серија, рачунарска снага је била много ретка и скупа. Кориснички интерфејси су били елементарни. Корисници су морали да се прилагоде рачунарима више него на околину; кориснички интерфејси су сматрани напредним, и софтвер је дизајниран да задржи процесор на максималном коришћењу са малим напретком ако је могуће.
Улазној страни корисничког интерфејса за серије машина су углавном ударане картице или еквивалентни медији као папирна трака. Излазна страна је додала штампаче. Са ограниченим изузецима конзоле система оператора, људска бића нису интераговала са серијом машина у стварности уопште.
Подношење посла серији машина укључује, прво, спремање шпила избушених карата за опис програма и групе података. Бушење програмских картица није урађено преко рачунара, већ на специјализованој писаћој машини која је изузетно тешка, праштајућа, и склона механичком квару. Софтверски интерфејс је праштајући, са веома стриктним синтаксама које треба да се анализирају преко најмањих доступних компилатора и интерпретатора.
Када су картице избушене, један би их ставио у ред посла и чекао. Коначно, оператори би ставили шпил у рачунар, можда монтажа магнетски трака за снабдевање другог сета података или помоћног софтвера. Посао ће генерисати извештај, који садржи крајње резултате или (пречесто) поруку прекида са прикаченом грешком. Успешна покретања могу такође писати резултат на магнетским тракама или да генеришу неде картице података да буду коришћене у каснијим израчунавањима.
Време обрта за један посао је често трајао данима. Ако би имали среће, можда би трајао сатима; у реалном времену одговор је био нечувен. Али било је горих судбина него ред картице; неки рачунари су захтевали још мукотрпнији и склон грешкама процес пребацивања програма у бинарни код користећи прекидаче конзоле. Најраније машине су морале делимично да буду поново повезане у уграђене логике програма самих себе, користећи уређаје познате као утикаче
Ранији серијски системи су дали тренутни посао целом рачунари; програмски шпилови и траке су морали да знају шта ћемо ми сада мислити шта ће код оперативног система рећи И/О уређајима и урадити све што је потребно администратору. Усред серијског периода, после 1957, многе групе су почеле да експериментишу са такозваним „учитај-и-крени” системима. Они су користили мониторни програм који је увек боравио на рачунару. Програми су могли да позову услуге монитора. Још једна функција монитора је да ради бољу проверу грешака над послатим пословима, хватање грешака раније и интелигентније и генералисање кориснијих повратних информација корисницима. Тако, монитори су показали први корак ка оба оперативна система и експлицитног дизајна корисничког интерфејса.

### 1969—данас: Командна линија корисничког интерфејса
Командна линија корисничког интерфејса (CLIs) је еволуирала од серија монитора конектованих на систем конзола. Њихов модел интеракције је била серија захтев-одговор трансакција, са захтевима описаним као текстуалне команде у специјалном вокабулару. Кашњење је далеко ниже него код серија система, падајући са дана или сата на секунде. Сходно томе, комадне линије система су омогућиле кориснику да замени њено или његово мишљење о каснијим стањима трансакције при одговору у реалном времену или ближем реалном времену повратних информација над ранијим резултатима. Софтвер може бити истражни и интерактиван на начине који нису били могући пре. Али ови интерфејси и даље имају релативно тешко оптерећење над корисником, захтевајући озбиљне инвестиција труда и времена за учење.
Најраније комадне линије су комбиновале телепринтере са рачунарима, прилагођавајући зрелу технологију која се показала ефикасном за посредовање трансфера информација над жицама између људских бића. Телепринтери су измишљени као уређаји за аутоматски пренос и пријем телеграфа; имали су историју назад 1902 и већ су постали добро признати у редакцијама и на другим местима до 1920. Поновном употребом њих, економија је свакако разматрана, али психологија и Правило Најмањег Изненађења је разматрано такође; телепринтери су пружали интерфејс са системом који је био познат многим инжењерима и корисницима.
Широко распрострањено усвајање терминала видео-дисплеја (VDTs) у средњим -1970 су ушли у другу фазу система комадних линија. Ово кашњење иде даље, зато што би чланови могли бити бачени на фосфорне тачке на екрану брже него што се глава штампача или кочија може кретати. Помогли су да угуше конзервативни отпор интерактивног програмирања тако што су искључили мастило и папир потрошног материја из слике, и били су прва ТВ генерација касних 1950-ти и 60-тих, који је удобнији него што су телепринтер били за пионире рачунара 1940-тих.
Као пто је важно, постојање доступног екрана — дводимензионални екран текста могао је брзо и понављано да буде мењан — што је постало економичније за софтверске дизајнере да развију интерфејсе који би могли да се опишу визуелно боље него текстуално. Пионирске апликације овог типа су биле рачунарске игра и уређивачи текста; блиски потомци неких ранијих примерака, су Рогуе (6) и Ви (1), су и даље део Уникс традиције.

### 1985: SAA Кориснички интерфејс или Кориснички интерфејс базиран на тексту
1985, са почетком Microsoft Windowsа и осталих графичких корисничких интерфејса, IBM је створио нешто што се зове Системска Апликациона Архитектура(САА) стандард који укључује Чест Кориснички Приступ(CUA) дериват. CUA је успошно створила што ми данас знамо и користимо и Windows-у, и најчешће DOS или Windows Апликације Конзоле ће користити тај стандард такође.
Ово је дефинисало место падајућег система менија који би требало да се налази на врху екрана, статусна трака на дну, пречице би остале исте за честе функционалности (F2 за Отварање би, на пример, радило у свим апликацијама које би дозволиле САА стандард). Ово је увелико помогло у брзини, где су корисници могли научити апликацију и постали индустријски стандард.

### 1968—сада: графички кориснички интерфејс
- 1968 — Даг Енгелбарт је демонстрирао NLS, систем који користи мишта, показиваче, хипертекст, и више прозора.[10]
- 1970 — Истраживачи у Зирокс Пало Алто Истражном Центру (многи са SRI) су развили WIMP парадигму (Прозори, Иконице, Мени, Показивачи)[10]
- 1973 — Зирокс алто: комерцијална грешка због трошкова, сиромашног корисничког интерфејса и недостатка програма[10]
- 1979 — Стив Џобс и остали Епл инжењери посећују Зирокс. Пирати Силиконске Долине драматизују догађаје, али Епл је већ радио на GUI пре посете
- 1981 — Зирокс Звезда: фокус на WYSIWYG. Комерцијална грешка (25К продато) због трошкова ($16К сваки), перформанса (минути да би се саувао фајл, неколико сати да би се повратио из пада), и лош маркетинг
- 1984 — Епл Мекинтош уводи GUI. Реклама супер посуде приказана само једном, најскупља икада направљена тада
- 1984 — MIT X Систем Прозора: хардвер- независна платформа и протокол интернета за развитак GUI на системима као Уникс
- 1985 — Windows 1.0 — омогућио GUI за MS-DOS. Нема преклапања прозора (поплочан уместо њега).
- 1985 — Мајкрософт и IBM почињу са радом OS/2 намењени да ускоро замене MS-DOS и Windows
- 1986 — Епл прети да тужи Дигитално Истраживање зато је што њихова GUI радна површина изгледала као Еплов Мек .
- 1987 — Windows.0 — Преклапање и променљиви прозори, тастатура и миш додаци
- 1987 —Макинтош II: први пун боја Мек
- 1988 — OS/2 1.10 Стандардна Едиција (SE) има GUI написан од стране Мајкрософта, личи на Windows 2

## Дизајн
Примарне методе коришћене у дизајну интерфејса укључују прототип и симулацију.
Типичан човек-машина дизајн интерфејса садржи следеће фазе: интеракција спецификације, спецификација софтвера интерфејса и прототип:
- Честе вежбе за интеракцију спецификација укључују кориснички центриран дизајн, персона, активно оријентисан дизајн, сценаријски базиран дизајн.
- Честе вежбе за спецификацију софтвера интерфејса укључују коришћење случаја, ограничење извршења интеракцијом протокола (са намером да се избегну грешке коришћења).
- Честе вежбе за прототип су засноване на интерактивном дизајну над библиотекама интерфејса елемената (контроле, декорација, итд.).

### Квалитет
Сви велики интерфејси деле осам квалитета или карактеристика:
1. Јасноћа: Интерфејс избегава нејасноће чинећи све јасно кроз језик, проток, хијерархију и метафоре визуелних елемената.
2. Концизност:[11] Лако је учинити интерфејс чистим објашњавања и обележавања, али то доводи до надимања интерфејса, где се налази много ствари на екрану у исто време. Ако има много ствари на екрану, налажење онога што је потребно је тешко, и тако интерфејс постаје напоран за коришћење. Прави изазов је прављење доброг интерфејса да буде кратак и јасан у исто време
3. Познавање: Чак и ако неко користи интерфејс по први пут, неки елементи могу и даље бити познати. Метафоре стварног живота се могу користити за комуницирање значења
4. Одзив:[12] Добар интерфејс не треба да се осећа спорим. То значи да би интерфејс требало да даје добру повратну информацију кориснику о томе шта се дешава и да ли је корисников унос успешно обрађен.
5. Доследност:[13] Чување интерфејса доследног кроз апликацију је важно јер то дозвољава корисницима да препознају коришћење шаблона.
6. Естетика: Пошто не треба да учините интерфејс атрактивним да би урадио свој посао, урадити да нешто изгледа боље ће учинити да време које проводе ваши корисници буде занимљивије; и срећнији корисници могу бити само добра ствар.
7. Ефикасност: Време је новац и одличан интерфејс би учинио корисника продуктивнијим кроз пречице и добар дизајн.
8. Опроштај: Добар интерфејс не би требало да казни кориснике због њихових грешака, али уместо тога би требало да омогући средства да их отклони.

### Принцип најмањег изненађења
Принцип најмањег запрепашћења (POLA) је генерални принцип у дизајну свих врста интерфејса. Базирано је на идеји да људска бића могу имати пуну пажњу само на једну ствар , што доводи до закључка да новине треба смањити.

## Типови
- Директна манипулација интерфејса је име генералне класе корисничког интерфејса која дозвољава корисницима да манипулишу објектима који су им презентовани, користећи се акцијама које одговарају лабаво у физичком свету
- Графички кориснички интерфејс (GUI) прихвата унос преко уређаја као што су тастатура и миш и даје артикулисани графички излаз на монитору. Постоје најмање два различита принципа широко коришћена у GUI дизајну: Објектно оријентисани кориснички интерфејс(OOUI) и апликационо оријентисани интерфејс.[15]
- Интерфејси веб-апликација или веб кориснички интерфејси (WUI) која прихватају улаз и дају излаз генералисањем веб страница које су трансмитоване преко Интернета и виђене преко корисника који користи Веб-прегледач програм. Новије имплементације користе Јава, Јаваскрипт, Ајакс, Адоби Флекс, .NET Framework, или сличне технологије да омогуће контролу времена у одвојеном програму, елиминишући потребу за рефрешовањем традиционалног HTML веб-прегледача. Административни веб-интерфејси за веб-сервере, сервере и мрежне рачунаре се често називају контролним таблама.
- Екран осетљив на додир су екрани који примају унос преко додира прста или преко оловке. Коришћени у растућим количинама мобилних уређаја и многих типова продаје, индустријских процеса и машина, самоуслужних машина, итд.
- Интерфејс командне линије, где корисник пружа унос укуцавајући командни стринг са тастатуром и систем пружа излаз штампајући текст на монитору. Коришћен од стране програмера и системских администратора, у инжењерству и научним окружењима, и технички унапређеним корисницима рачунара.
- Додирни кориснички интерфејс је генерично кориснички интерфејс које користи тачпед или екран осетљив на додир као комбинацију улазног и излазног уређаја. Они допуњују или мењају остале форме излаза са методама повратних информација. Коришћени су у рачунарских симулаторима, итд.
- Хардверски интерфејси су физички просторни интерфејси нађени код продуката у стварном свету из тостера, табли аутомобила, авионских кокпита. Они су углавном комбинација квака, дугмади, клизача, прекидача и екрана осетљивих на додир.
- Пажљиви кориснички интерфејс управља корисничком пажњом при одлуци када да прекине корисника, врсте упозорења, и ниво детаља порука презентованих кориснику.
- Серије интерфејса су неинтерактивни кориснички интерфејси, где корисник спецификује све детаље посла серија унапред за процес серије, и прима излаз када је процесовање завршено. Рачунар не тражи даљи унос након почетка процесовања.
- Конверзацијски агенти интерфејса покушавају да украсе рачунарски интерфејс у форми анимиране особе, робота, или другог лика (као што је Мајкрософтов Клипи спајалица), и садашње интеракције у конверзацијској форми.
- Засновани на прелазу интерфејса су графички кориснички интерфејси у којима је примарни задатак да се састоји у границама прелаза уместо да показује.
- Препознавање покрета су графички кориснички интерфејси који прихватају унос у форми ручних покрета, или покрета мишом скицираним мишом или оловком.
- Интелигентни кориснички интерфејс су интерфејси човек-машина која имају у циљу да побољшају ефикасност, ефективност, и природности човек-машина интеракције репрезентовањем, образложењем и глумом над моделима корисника, домен, задатак, дискурс и медији (нпр, графике, природни језик, покрет).
- Интерфејс који прати покрете посматра покрете тела корисника и преводи их у команде, тренутно развијен од стране Епла.[16]
- Интерфејс са више екрана укључује више екрана да омогуће флексибилнију интеракцију. Ово је често коришћено у рачунарским игрицама и у комерцијалним аркадама и у маркетима.
- Без командни кориснички интерфејс, који гледа да корисник закључи његове/њене потребе и намере, без захтевања да он/она формулишу експлицитну команду.
- Објектно-оријентисани кориснички интерфејси (OOUI) су базирани на објектно-оријентисаним програмирањем метафора, што дозвољава корисницима да манипулишу над објектима и њиховим особинама.
- Рефлексивни кориснички интерфејс где корисник контролише и редефинише цео систем преко корисничког интерфејса сам, на пример да промени своју команду речи. Типично ово је само могуће са веома богатим графичким корисничким интерфејсом.
- Претражни интерфејс је како је претражна кутија од сајта приказана, као и визуелна презентација резултата претраге.
- Материјални кориснички интерфејс, који ставља већи нагласак на додир и психичку окруженост или његов елемент.
- Интерфејси фокусирани на задатак су кориснички интерфејси које адресују оптерећење информација метафоре десктопа тако што праве задатке, не фајлове, примарне јединице интеракције.
- Интерфејси засновани на тексту су кориснички интерфејси који избацују текст. TUIs може имати комадну-линију интерфејса или WIMP окружење базирано на тексту.
- Гласовни кориснички интерфејс, који прихвата унос и омогућује излаз генералисањем упита. Кориснички унос је направљен притискањем кључева или дугмића, или одговарајућим интерфејсом вербално.
- — Коришћен за енџине претраге и на веб страницама. Корисник укуца у питању и чека одговор.
- Интерфејс уноса нуле добија уносе из скупа сензора уместо упитивања корисника са уносним дијалозима.
- Зумирање корисничког интерфејса је графички кориснички интерфејс у коме су информације објеката показане на различитим нивоима скале и детаља, и где корисник може да замени скалу виђеног предела да би показао више детаља .

## Галерија
- Историјски HMI у возачкој кабини Немачке локомотиве на пару
- Модерни HMI у возачкој кабини Немачког Међународног-Експресног Брзог Воза
- HMI тоалета (у Јапану)
- Гласовни кориснички интерфејс носивог рачунара (овде: Гугл стакло)
- HMI за мешање звукова
- HMI за видео продукцију
- HMI машине за индустрију шећера са дугмићима
- HMI за Рачунарску нумеричку контролу (РНК)
- мало новији HMI за ЦНЦ-машине
- полога за хитне ситуације/панична полуга